# Nandui
Nandui (lat. Rhea) su južnoamerički nojevi. Njihovo telo je pos svim bitnim svojstvima jednako nojevom, ali su nanduova krila mnogo bolje razvijena u osnosu na nojeve.

## Opis
Od tri poznate vrste je „pampasni noj” ili veliki nandu (Rhea americana) najrašireniji i najpoznatiji. Perje na gornjoj strani glave i vrata, na zatiljku i prednjem delu prsiju, te čekinje uz koren kljuna su crne, perje na sredini vrata žuto, a na grlu, obrazima i gornjim stranama vrata svetlo olovastosivo. Leđno perje i perje s obe strane prsiju i na krilima je smeđasto pepeljasto, a ono na donjim delovima tela prljavobelo. Oči nandua su bisernaste, goli deo lica mesne boje, kljun rožnato sivosmeđ, a noge sive.
Ženka se od mužjaka razlikuje uglavnom po svetlijoj boji perja, zatiljka i prednjeg dela prsiju. Visina mužjaka je otprilike 1,50 m. U kišno doba se obično hrani detelinama i insektima. Kasnije traži ona mesta koja je pognojila stoka. Voli da se hraniti korisnim biljkama uvezenim iz Evrope. Nandu brzo trči i spretna je ptica.

## Rasprostranjenost
Područje nanduove rasprostranjenosti obuhvata stepske zemlje Južne Amerike. Njihovom „pravom domovinom” može se smatrati područje pampasa između Kordiljera i Atlantika, od bolivijskih i brazilskih prašuma do Patagonije. Nandu, kao stepska ptica, izbegava prašume i planine, ali je u brežuljkastim krajevima jednako čest kao i na ravnici, te rado ide u gajeve mirti i palmi.
Mala populacija nandua se pojavila u severoistočnoj Nemačkoj, nakon što je nekoliko parova pobeglo sa jedne farme egzotičnog mesa u blizini Libeka tokom kasnih 1990-tih. Suprotno očekivanjima, velike ptice su se dobro prilagodile uslovima u nemačkom ruralnom području. Trenutno postoji populacija od preko 100 ptica u oblasti od oko 150 km2 (58 sq mi) između reke Vakenic i auto-puta A20, koja se polako širi ka istoku. Sistem praćenje je se koristi od 2008. godine.

## Društveni život
Mužjak živi u zajednici s pet do sedam ženki, retko s više, u odvojenoj porodičnoj grupi, na staništu koje je odabrao i koje brani od ostalih ptica iste vrste. Sve ženke jedne porodice nose jaja u jedno gnezdo, a mužjak sam leži na jajima 40 dana.

## Taksonomija i sistematika
Rod Rhea je uveo francuski zoolog Matjurin Žak Brison 1760. godine sa velikim nanduom (Rhea americana) kao tipskom vrstom.

### Postojeće vrste
Rod sadrži dve postojeće vrste i osam podvrsta:
| Slika | Naučno ime                   | Zajedničko ime              | Podvrste | Distribucija                                        |
| ----- | ---------------------------- | --------------------------- | --- | --------------------------------------------------- |
|       | (, 1758)                     | Veliki nandu                | - (, 1758), živi u tropskim savanama i katingama centralnog i istočnog Brazila. - , intermedijarni nandu jugoistorčnog Brazila u Rio Grande do Sulu i Urugvaju. - , istočni Paragvaj, istočno od reke Paragvaj. - , od Paragvaja to Bolivije i Mato Grosa u Brazilu. - , ravnice Argentine južno od provincije Rio Negro.                    | Argentina, Bolivija, Brazil, Paragvaj i Urugvaj     |
|       |                              | Darvinov nandu i mali nandu | - , puna/Garlepov nandu jugoistočnog Perua, jugozapadne Bolivije, i severozapadne Argentine. On je grupisan u prema IUCN klasifikaciji. - , Tarapaka nandu severnog Čilea od Atakame do Tarapake. Smatra se zasebnom trećom vrstom prema IUCN klasifikaciji. - , Darvinov mali nandu iz Patagonijskih stepa u južnoj Argentini južnom Čileu. | Altiplano i Patagonija u Južnoj Americi.            |
|       | Rhea tarapacensis Chubb 1913 | Puna rhea                   | Nema podvrste, ali je neki smatraju podvrstom male nande. IUCN je navodi kao treću vrstu. | Tarapacá Rhea severnog Čilea od Atakame do Tarapake |

### Fosili
nije uvek bio u rodu Rhea. Godine 2008, SACC je odobrio spajanjerodova, Rhea i Pterocnemia dana 7. avgusta 2008. Ovim spajanjem rodova zadržan je samo rod Rhea. Raniju treću vrstu nandua, Rhea nana, opisao je Lideker 1894. godine na bazi jednog jajeta nađenog u Patagoniji, ali u današnje vreme ta vrsta nije priznata kao validna ni u jednom katalogu.

### Ishrana
Nandui su najvećim delom biljojedi i preferiraju širokolistne biljke, mada oni isto tako jedu voće, semenje i korenje, kao i insekte kao što su skakavci i male gmizavce i glodare. Mladi nandui generalno jedu samo insekte tokom prvih nekoliko dana. Izvan sezone parenja sakupljaju se u jata i hrane se zajedno sa jelenima i stokom.

### Reprodukcija
Nandui su poligamni, pri čemu mužjak živi u grupi sa dve do dvanaest ženki. Nakon parenja, mužjak gradi gnezdo, u kome sve ženke polažu njena jaja. Gnezdo se sastoji od jednostavno grebanjem izdubljenog tla, obloženog travom i lišćem. Mužjak inkubira od deset do šezdeset jaja. Mužjak koristi sistem mamca i stavlja neka jaja van gnezda i žrtvuje ih predatorima, tako da ne pokušavaju da uđu u gnezdo. Mužjak može da koristi drugog podređenog mužjaka da inkubira jaja, dok on ne pronađe drugi harem da započne drugo gnezdo. Mladunci se legu tokom perioda od 36 sati jedni od drugih. Ženke u međuvremenu mogu da odu i da se pare sa drugim mužjacima. Dok se stara o mladima, mužjaci napadaju svaku spoznatu opasnost koja se približi mladuncima uključujući ženke nandua i ljude. Mladunci dostižu punu odraslu veličinu za oko šest meseci, ali se ne pare tokom prve dve godine života.

## Ludska interakcija
Nandui imaju mnoštvo primena u Južnoj Americi. Perje se koristi za perjanje pajalice za prašinu, koža se koristi za ogrtače, a njihovo meso je osnovna hrana mnogim ljudima.
Gaučo narodi tradicionalno love nandue na konjima, bacajući bolase ili boleadorase — spravu koja se sastoji od tri kugle spojene kanapom — u njihove noge, čime se imobiliše ptica. Slika nandua se nalazi na argentinskoj kovanici od 1 centava koja je poštena u promet 1987. godine, i na urugvajskoj kovanici od pet pezosa.

## Status i konzervacija
Veličina populacije velikih i puna nandua se smanjuje usled smanjenja nihovih staništa. Obe vrste se smatraju skoro ugroženim prema IUCN. Ta organizacija takođe navodi da se obe vrste približavaju ranjivom statusu. Mali nandu je klasifikovan kao najmanje ugrožena vrsta.

## Literatura
- Barlow, Nora (1963). „Darwin's ornithological notes”. Bulletin of the British Museum (Natural History), Historical Series. 2 (7): 201—278. doi:10.5962/p.310422.
- BirdLife International (2018). „Rhea pennata”. Црвени списак угрожених врста IUCN. IUCN. 2018: e.T22728199A132179491. Приступљено 15. 2. 2020.
- BirdLife International (2016). „Rhea tarapacensis”. Црвени списак угрожених врста IUCN. IUCN. 2016: e.T22728206A94974751. Приступљено 15. 2. 2020.
- BirdLife International (2008b). „Lesser Rhea - BirdLife Species Factsheet”. Data Zone. Архивирано из оригинала 4. 1. 2009. г. Приступљено 6. 2. 2009.
- Brands, Sheila (14. 8. 2008). „Systema Naturae 2000 / Classification, Rhea pennata”. Project: The Taxonomicon. Архивирано из оригинала 13. 3. 2010. г. Приступљено 4. 2. 2009.
- Clements, James (2007). The Clements Checklist of the Birds of the World (6th изд.). Ithaca, NY: Cornell University Press. ISBN 978-0-8014-4501-9.
- Darwin, Charles (1837). „Notes on Rhea americana and Rhea darwinii”. Proceedings of the Zoological Society of London. 5 (51): 35—36. doi:10.1111/j.1469-7998.1837.tb06823.x.
- Davies, S.J.J.F. (2003). „Rheas”.  Ур.: Hutchins, Michael. Grzimek's Animal Life Encyclopedia. 8 Birds I Tinamous and Ratites to Hoatzins (2nd изд.). Farmington Hills, MI: Gale Group. стр. 69—74. ISBN 0-7876-5784-0.
- Elliott, Andrew (1992). „Lesser Rhea”.  Ур.: Hoyo, Joseph del. Handbook of the Birds of the World. 1 (Ostrich to Ducks). Lynx Edicions. ISBN 978-8487334108.
- Gotch, A.F. (1995) [1979]. „15”. Latin Names Explained. A Guide to the Scientific Classifications of Reptiles, Birds & Mammals. London: Facts on File. стр. 176. ISBN 0-8160-3377-3.
- Herbert, Sandra (1980). „The Red Notebook of Charles Darwin”. Bulletin of the British Museum (Natural History). 7: 1—164.
- Jaramillo, Alvaro; Burke, Peter; Beadle, David (2003). Birds of Chile. London: Christopher Helm. ISBN 0-7136-4688-8.